# 戈爾登瓦利鎮區 (北卡羅萊納州拉瑟福縣)
戈爾登瓦利鎮區（英語：Golden Valley Township）是位於美國北卡羅萊納州拉瑟福縣的一個鎮區。

## 地方資料
戈爾登瓦利鎮區的面積為143.74平方千米，皆為陸地。根據2020年美國人口普查的數據，當地共有人口818人，而人口密度為每平方千米5.69人。